# Baía dos Porcos

Baía dos Porcos.

A Baía dos Porcos (em espanhol, Bahia de los Cochinos) é uma baía na costa meridional de Cuba, mais conhecida em razão de uma tentativa de invasão malsucedida por parte de mais de mil e duzentos exilados cubanos, ligados ao antigo regime de Fulgêncio Batista, apoiados pelos Estados Unidos — que foram treinados e financiados pelo serviço secreto norte-americana CIA, em 1961. Esta invasão deu-se devido à persistência dos Estados Unidos em contrariar a dispersão dos ideais comunistas. É um dos marcos históricos da reconhecida Guerra Fria.

## Fauna
Anualmente, há um aumento da população de caranguejos na baía, após a época de acasalamento. Em 2022, no entanto, esse aumento foi maior do que o comum, possivelmente relacionado ao menor tráfego de carros, ônibus e pessoas nos anos anteriores, durante a pandemia de COVID-19.